# Lin Xin
Lin Xin (廩辛), zwany też Feng Xin (冯辛) – władca Chin z dynastii Shang.
Niewiele wiadomo o szczegółach jego panowania. Objął władzę po śmierci ojca Zu Jia. Rządził tylko kilka lat. Władzę po nim objął jego młodszy brat Kang Ding.